# Josh Penn
Josh Penn ist ein Filmproduzent, der 2013 für einen Oscar nominiert wurde.

## Leben
Im Jahr 2008 trat Josh Penn als Produzent für Kurzfilme in Erscheinung. 2012 war er als Produzent des Dokumentarfilms Tchoupitoulas verantwortlich. Im selben Jahr war er mit Michael Gottwald und Dan Janvey als Produzent für das Fantasy-Drama Beasts of the Southern Wild verantwortlich. Dieses Filmdrama erhielt bei der Oscarverleihung 2013 eine Nominierung in der Kategorie Bester Film. Der Film, der bereits einen AFI Award als Bester Film des Jahres erhielt, war gleichzeitig das Regiedebüt von Benh Zeitlin, der zweimal eine Nominierung bei den Academy Awards erhielt.
2018 wurde er in die Academy of Motion Picture Arts and Sciences berufen, die jährlich die Oscars vergibt.

## Filmografie
- 2008: MGMT: Time to Pretend (Musikvideo)
- 2008: Glory at Sea (Kurzfilm)
- 2008: MGMT: Electric Feel (Musikvideo)
- 2012: Tchoupitoulas (Dokumentarfilm)
- 2012: Beasts of the Southern Wild
- 2016: Approaching the Unknown
- 2018: Monsters and Men
- 2020: Farewell Amor
- 2020: Wendy